# Ло Юньсі
Ло Юньсі (кит. трад. 羅雲熙, спр. 罗云熙, піньїнь: Luó Yúnxī, акад. Ло Юньсі, нар. 28 липня 1988), також відомий під своїм англійським іменем Лео Ло, — китайський актор, співак і танцюрист. Ло вперше став відомий своєю роллю в «Моє сонечко» і отримав широке визнання завдяки ролям у «Попіл кохання», «Кохання є солодкими» і «До кінця Місяця». Закінчив Шанхайську театральну академію за спеціальністю балет.

## Юність та освіта
Ло Юньсі, при народженні Ло Ї (罗弋), виріс в Ченду, Сичуань, Китай. У віці 5 років почав навчатися танцям у свого батька, який є вчителем танців. Протягом 11 років професійно займався балетом . У 2005 році йому запропонували вступити в Пекінську танцювальну академію та Шанхайську театральну академію, однак він вирішив обрати другий варіант. У 2008 році Ло разом зі своїми однокурсниками виконав груповий балет «Чайковська рапсодія» на 6-му Національному танцювальному конкурсі коледжу Lotus Award. Його імпровізоване танцювальне соло на випадково вибрану підказку «The Burning Flame» допомогло групі виграти золоту медаль на конкурсі.
Після закінчення школи він працював викладачем танців у Школі танцю Консерваторії Макао . У цей час він брав участь у сценічній постановці як один із головних танцюристів у сучасному балеті «Політ на Місяць»

## Кар'єра

### 2010—2013: Дебют
У 2010 році Ло дебютував у складі чоловічої групи JBOY3 з трьох учасників із треком «Promise of Love». JBOY3 розпалися в 2012 році.
У квітні 2012 року Ло об'єднався з одним із учасників Фу Лунфеєм, щоб створити дует під назвою Double JL (双孖JL), і вони випустили сингл «JL» і другий сингл «Us» у серпні 2012 року. Як група Double JL, він брав участь у різних заходах; включаючи прослуховування для співочого реаліті-шоу «Азійська хвиля» та ведення інтернет-шоу Music ShowShowShow з грудня 2012 по березень 2013
У 2012 році Ло дебютував у великому кіно, коли його взяли на роль у романтичному фільмі «Весна мого життя» разом із Тан Сонюнь . Фільм вийшов у прокат у 2015 році У 2013 році він отримав роль у своїй першій драмі «Flip in Summer», яка вийшла в ефір у 2018 році

### 2014—2017: Сольна діяльність і зростання популярності
У 2014 році Ло зіграв головну роль у науково-фантастичній веб-драмі «Привіт, прибульці». У тому ж році він підписав контракт з агентством Lafeng Entertainment.
У 2015 році Луо став відомий глядачам своєю роллю в драмі«Моє сонечко» Після виходу драми в ефір популярність Ло значно зросла..
У 2016 році Юньсі був обраний на роль головного героя в кримінальній драматичній драмі «Голос мертвих», екранізації однієї з книг серії романів «Судмедексперт доктор Цінь». У тому ж році він знявся в історичній фентезійній драмі «Лис на екрані» в ролі демона лиса, закоханого в людину.

### 2018–до сьогодні: Прорив у кар'єрі та успіх
У 2018 році Ло почав зніматись в історично-романтичному серіалі «Принцеса Сільвер» у ролі доброго, але холодного принца, який успадкував смертельну отруту від матері ще в лоні, до свого народження. Серіал вийшов на екрани у квітні 2019 року
Ло також зіграв головну чоловічу роль у фантастичному серіалі Попіл кохання в ролі «Рунью», ніжного Безсмертного правителя Ночі, чия невинність і доброта згодом перетворюються на ненависть і жорстоку помсту, коли він збирається помститися за смерть своєї матері. Серіал очолив телевізійні рейтинги та був одним з найпопулярніших серіалів в Інтернеті а образ Ло морально неоднозначного антагоніста отримав схвалення критиків і призвів до широкого визнання. Того ж року його взяли зніматись в сучасний серіал «Брокер» разом із Вікторією Сонг . Прем'єра серіалу відбулася на телеканалах Zhejiang TV і Jiangsu TV 22 липня 2021 року.
У 2020 році Ло отримав роль праведного та безстрашного заклинателя в серіалі сянься «Безсмертя». Того ж року він знявся в романтичній драмі «Уся» «І переможцем є кохання» в ролі витонченого молодого господаря долини Юєшан.. Він також зіграв роль «Юань Шуай» у серіалі«Кохання солодке» . Цей серіал став найпопулярнішою романтичною драмою iQiyi у 2020 році, згодом Юньсі отримав позитивні відгуки за свою роль зарозумілого та чарівного керівника інвестиційного банку. Того ж року його взяли на роль таємничого генерального директора в мелодрамі «Любовна брехня».

## Фільмографія

### Повний метр
| Рік  | Українська назва    | Китайська назва  | Роль   | Прим.        |
| ---- | ------------------- | ---------------- | ------ | ------------ |
| 2015 | Весна мого життя    | 最美的时候遇见你 | Го Ян  | Головна роль |
| 2017 | Сила Дракона: Голос | 钢铁飞龙         | Чі Янь | [ 38 ]       |

### Телесеріали
| Рік  | Англійська назва                 | Китайська назва    | Роль                              | Канал                  | Примітки     |
| ---- | -------------------------------- | ------------------ | --------------------------------- | ---------------------- | ------------ |
| 2014 | Hello Aliens                     | 你好外星人         | Guo Xin                           | iQiyi                  | Support role |
| 2015 | My Sunshine                      | 何以笙箫默         | He Yichen (young)                 | Dragon TV, Jiangsu TV  | Support role |
| 2016 | The Love of Happiness            | 因为爱情有幸福     | Su Lekai                          | Hunan TV               | Support role |
| 2016 | Ultimate Ranger                  | 终极游侠           | Ju Heng                           | Mango TV               | Головна роль |
| 2016 | Fox in the Screen                | 屏里狐             | Yu Yan                            | Sohu TV                | Головна роль |
| 2017 | A Life Time Love                 | 上古情歌           | Xuanyang Zhiruo                   | Dragon TV              | Support role |
| 2017 | Children's Hospital Pediatrician | 儿科医生           | Shen He                           | Shandong TV            | Головна роль |
| 2018 | Ashes of Love                    | 香蜜沉沉烬如霜     | Runyu                             | Jiangsu TV             | Головна роль |
| 2018 | Flip in Summer                   | 夏日心跳           | Xiaoshen                          | Shandong TV            | Support role |
| 2019 | Princess Silver                  | 白发               | Rong Qi                           | iQiyi                  | Головна роль |
| 2019 | The Code of Siam                 | 异域档案之暹罗密码 | Professor Qin Guest appearance    | Tencent                | Головна роль |
| 2020 | And The Winner Is Love           | 月上重火           | Shangguan Tou                     | iQiyi, Tencent, Youku  | Головна роль |
| 2020 | Love is Sweet                    | 半是蜜糖半是伤     | Yuan Shuai                        | iQiyi                  | Головна роль |
| 2021 | Guys with Kids                   | 奶爸当家           | Yu Bo                             | Youku                  | Головна роль |
| 2021 | Broker                           | 心跳原计划         | Zhou Xiaoshan                     | Dragon TV, Zhejiang TV | Головна роль |
| 2021 | Arcane (Chinese version)         | 双城之战           | Viktor Voice                      | Tencent                | Головна роль |
| 2021 | Lie to Love                      | 良言写意           | Li Zeliang                        | Tencent, iQiyi         | Головна роль |
| 2022 | Light Chaser Rescue              | 追光者             | Luo Ben                           | Tencent                | Головна роль |
| 2023 | Till The End Of The Moon         | 长月烬明           | Tantai Jin, Cang Jiumin, Mingye   | Youku                  | Головна роль |
| TBA  | Immortality                      | 皓衣行             | Chu Wanning, Chu Xun, Qin Shi Zao | Tencent                | Головна роль |
| TBA  | Love Is Panacea                  | 爱情遇见达尔文     | Gu Yunzheng                       | Youku                  | Головна роль |
| TBA  | Follow Your Heart                | 颜心记             | Jiang Xinbai                      | iQiyi                  | Головна роль |
| TBA  | Roar of the Water Dragon         | 水龙吟             | Tang Lici                         | TBA                    | Головна роль |

## Дискографія

### Альбоми
| Назва            | Деталі альбому                                                                                            | Продажі        | Прим.  |
| ---------------- | --- | -------------- | ------ |
| Люби себе 12人生 | - Випущено: 28 квітня 2018 - Лебл: Wonderful music - Формати: цифрове завантаження, потокове передавання  | -              | -      |
| X                | - Випущено: 27 грудня 2020 - Лейбл: Wonderful music - Формати: цифрове завантаження, потокове передавання | - CHN: 140 571 | [ 51 ] |

### Сингли
| Рік  | Англ/Укр назва               | Китайська назва | Альбом                     | Нотатки                            | Прим.  |
| ---- | ---------------------------- | --------------- | -------------------------- | ---------------------------------- | ------ |
| 2015 | Endless Summer               | 夏未央          |                            |                                    | [ 52 ] |
| 2016 | Fox in the Screen            | 屏里狐          | Fox in the Screen OST      |                                    | [ 53 ] |
| 2019 | Рік Злуки                    | 团圆年          |                            | Виступ для CCTV Фестиваль ліхтарів | [ 54 ] |
| 2019 | Проти течії                  | 逆流而上        |                            | Продано одиниць (CHN): 354 128     | [ 55 ] |
| 2020 | Доля починається             | 缘起            | And The Winner Is Love OST |                                    |        |
| 2020 | Ченду                        | 成都            |                            |                                    | [ 56 ] |
| 2020 | Чекаю, коли вітер зупиниться | 等风停          | X                          | Продано одиниць (CHN): 558 008     | [ 57 ] |
| 2020 | Іскра в зірках               | 星星之火        | X                          |                                    | </br>  |
| 2021 | Через тебе                   |                 | Брехня для кохання OST     |                                    |        |
| 2023 | Мандрівник                   | 旅人            |                            |                                    |        |

## Номінації та нагороди
| Рік  | Нагорода                                                                            | Категорія                                 | Номінант / робота                | Результати | Прим.         |
| ---- | ----------------------------------------------------------------------------------- | ----------------------------------------- | -------------------------------- | ---------- | ------------- |
| 2017 | Mobile Video Festival                                                               | Щорічна благодійна зіркова рольова модель | Н/Д                              | Перемога   |               |
| 2018 | 18-й фестиваль слави мистецтва китайського кампусу                                  | Найпопулярніший модний виконавець         | Н/Д                              | Перемога   |               |
| 2019 | Golden Blossom — Четвертий мережевий кіно-телефестиваль                             | Кращий актор                              | Принцеса Сільвер                 | Номінація  | [ 59 ]        |
| 2020 | 1-ша церемонія вручення цифрового зв'язку та Fusion екрану від People's Daily       | Впливовий актор                           | Лікар-педіатр дитячої лікарні    | Перемога   | [ 60 ]        |
| 2020 | Церемонія вручення китайської літературної премії                                   | Актор-серцеїд                             | Принцеса Сільвер                 | Перемога   | [ 61 ]        |
| 2020 | 7-а премія «Актори Китаю».                                                          | Найкращий актор (веб-серіал)              | Переможець — Любов               | Номінація  | [ 62 ]        |
| 2020 | iQIYI Screaming Night Festival                                                      | Популярний актор року                     | Любов солодка                    | Перемога   | [ 63 ]        |
| 2020 | Golden Blossom — п'ятий мережевий кіно-телефестиваль                                | Кращий актор                              | Переможець — Любов Любов солодка | Номінація  | [ 64 ]        |
| 2020 | Tencent Video All Star Awards                                                       | Популярний телеактор року                 | Переможець — Любов               | Перемога   | [ 65 ] [ 66 ] |
| 2021 | 2-га церемонія вручення екранів Digital Communication and Fusion від People's Daily | Динамічний актор                          | Переможець — Любов Любов солодка | Перемога   | [ 67 ]        |

### Нагороди у балеті
| Hік  | Нагорода                                                                           | Категорія       | Результати | Прим.  |
| ---- | ---------------------------------------------------------------------------------- | --------------- | ---------- | ------ |
| 2003 | Сьомий танцювальний конкурс Taoli Cup у Китаї                                      | Фінальний раунд | Перемога   | [ 68 ] |
| 2008 | Шостий національний коледжний танцювальний конкурс Lotus Award у Китаї             | Золота медаль   | Перемога   | [ 69 ] |
| 2008 | Професійний танцювальний конкурс у шести провінціях та одному місті Східного Китаю | Переможний приз | Перемога   | [ 70 ] |